# هنری تورنس
هنری تورنس (انگلیسی: Henry Torrens؛ ۱۷۷۹ – ۲۳ اوت ۱۸۲۸) فرد نظامی اهل پادشاهی بریتانیای کبیر بود. وی همچنین برندهٔ جوایزی همچون نشان حمام شده‌است.